# Trastuzumab
Trastuzumab, được bán dưới tên thương mại là Herceptin cùng với một số những tên khác, là một kháng thể đơn dòng được sử dụng để điều trị ung thư vú. Cụ thể hơn thì thuốc này được sử dụng để điều trị ung thư vú dương tính với thụ thể HER2. Chúng có thể được sử dụng một mình hoặc sử dụng phối cùng với các loại thuốc hóa trị liệu khác. Trastuzumab được tiêm theo những cách như: tiêm chậm vào tĩnh mạch và tiêm dưới da.
Các tác dụng phụ thường gặp bao gồm sốt, nhiễm trùng, ho, đau đầu, khó ngủ và phát ban. Các tác dụng phụ nghiêm trọng hơn có thể có như suy tim, phản ứng dị ứng và bệnh phổi. Sử dụng trong khi mang thai có thể sẽ gây hại cho em bé. Trastuzumab hoạt động bằng cách liên kết với thụ thể HER2 và làm chậm quá trình phân chia của tế bào.
Trastuzumab đã được phê duyệt để sử dụng y tế tại Hoa Kỳ vào năm 1998. Nó nằm trong danh sách các thuốc thiết yếu của Tổ chức Y tế Thế giới, tức là nhóm các loại thuốc hiệu quả và an toàn nhất cần thiết trong một hệ thống y tế. Giá bán buôn ở các nước đang phát triển là từ 1.800 đô la Mỹ đến 1.955 đô la Mỹ cho mỗi chai 440 mg. Ở Vương quốc Anh, lọ 150 mg có giá 407,00 £ khi mua từ NHS.